# クニン
クニン（クロアチア語:Knin、ラテン語:Tinin、中世ハンガリー語:Tinin、イタリア語:Tenin、セルビア語:Книн / Knin）は、クロアチアのシベニク＝クニン郡に位置する都市。クルカ川の源流近く、北緯44度02分18秒 東経16度11分59秒 / 北緯44.03833度 東経16.19972度にあり、ダルマチア内陸部、ザグレブとスプリトを結ぶ鉄道路線の途中に位置している。クニンは歴史上、2度おおきく注目を集めており、1度目は中世クロアチア国（medieval Croatian state）の首都として、そして2度目は国際的に承認されることのなかった短命の国家・クライナ・セルビア人共和国の首都としてである。ザダル、スプリト、シベニクからの鉄道網はこのクニンを経て首都のザグレブへと結ばれており、交通のうえで大きな重要性を持っている。

## 歴史
現在のクニンの近くには、紀元前1世紀にイリュリア人やローマ帝国の軍事拠点として機能したブルヌム（Burnum）という町があった。
クニンが初めて文献に登場するのは10世紀のコンスタンティノス7世の頃で、教区の中心として記されている。クロアチア人の教区は1040年に設置され、その支配権はドラーヴァ川まで及んでおり、「クロアチア主教」がその首座にあった。
クニンはまた、ドミタル・ズヴォニミル（Dmitar Zvonimir）の統治下にあった1080年ごろから中世クロアチア国家の首都であった。クニンに残された多くの遺産のために、クニンはしばしば「クロアチアの王たちの町」あるいは「ズヴォニミルの町」として知られてきた。10世紀から13世紀にかけて、クニンは重要な軍事的要塞となった。10世紀にはスパス山（Spas）に要塞が作られ、要塞が現在の形になったのは18世紀のことである。この要塞はダルマチア地方でも最大級のものであり、上部、中部、下部がそれぞれ吊り上げ橋で結ばれている。
その戦略的な位置関係のために、クニンは多くの戦争や変革において重要な役割を果たした。クロアチア王国の支配者たちにはじまり、ハンガリー王国、ヴェネツィア共和国、オスマン帝国、オーストリア、フランスがこの地を支配した。
1522年5月29日、クニンの要塞はオスマン帝国の手に落ち、町のクロアチア文化は大きく衰退した。町にはオスマン帝国から逃れてきたセルビア人たちが居住するようになった。1世紀半が過ぎ、町には部分的にクロアチア人住民が戻り、フランシスコ会は1708年に修道院と教会を建てた。
クニンはその後1797年にカンポフォルミオ条約（Campoformio）によって、他のダルマチア地方とともにハプスブルク家の手に渡った。1805年のプレスブルクの和約によって、フランス帝国はクニンを手に入れ、1809年にイリュリア州（Illyrian Provinces）に組み込まれた。1813年、オーストリアは町の支配権を取り戻した。19世紀の終わりには、ハプスブルク家の支配するダルマチア地方の一部として、クニンは交易と交通の拠点として発展した。
1867年、クニンはダルマチアの一部となり、オーストリアのチスライタニアの一部となった。第一次世界大戦の後、1918年にクニンは新たに独立したスロベニア人・クロアチア人・セルビア人国の一部となった。同国は程なくセルビアと合併してセルブ・クロアート・スロヴェーン王国の一部となり、この国は1929年にユーゴスラビア王国に改称された。

### ユーゴスラビア紛争時
クロアチアがユーゴスラビアから独立を宣言する1991年6月25日から約8ヶ月遡り、1990年10月からクニンではセルビア人による支配が強まり、程なくして1991年に国際的に未承認のクライナ・セルビア人共和国の首都となった。
クライナ・セルビア人共和国の指導者はクニン出身のセルビア人で警察所長のミラン・マルティッチ（Milan Martić）、歯科医のミラン・バビッチ（Milan Babić） らであった。セルビア人はおおむね正教徒であった。これらのセルビア人分離主義勢力によるクニン支配は、クロアチア軍がクニンの支配権を獲得した1995年8月5日の嵐作戦まで続いた。この日付はクロアチアの国家の祝日「勝利と祖国への感謝の日」（en）となった。
クロアチア軍が町を制圧した段階で、既に地元人口の大半はクニンを脱出していた。しかし、一部のセルビア人市民は嵐作戦の間にクロアチア軍の包囲攻撃によって死亡している。嵐作戦に関わったクロアチア軍の指揮官イヴァン・チェルマク（Ivan Čermak）、アンテ・ゴトヴィナ、ムラデン・マルカチュ（Mladen Markač）は、嵐作戦の間に発生した戦争犯罪の指導者責任を問われて旧ユーゴスラビア国際戦犯法廷（ICTY）から訴追され、裁判を受けている。
クライナ・セルビア人共和国の指導者たちもまたICTYから訴追を受けている。マルティッチは嵐作戦直前の1995年に、バビッチは2004年に訴追された。バビッチは司法取引に応じ、戦争犯罪の罪状を認めた。紛争が終わった時点で、クライナの人口構成は大幅に変動した。ボスニア・ヘルツェゴビナからのクロアチア人の難民や武装勢力の元成員らが流入した一方、嵐作戦でほぼ全てのセルビア人がこの地を脱出した。紛争前はセルビア人が多数派を占めていたものの、紛争後にクニンに戻ったセルビア人はごくわずかに留まっている。

## 人口
ザダル大学の地理学科は、クニンの人口構成に関して以下のデータを発表している。
| 年     | 合計   | セルビア人 | クロアチア人 | その他 |
| ------ | ------ | ---------- | ------------ | ------ |
| 1880年 | n.a.   | 82.3%      | 15.1%        | 2.6%   |
| 1890年 | n.a.   | 84.5%      | 14.5%        | 1.0%   |
| 1900年 | n.a.   | 83.5%      | 14.3%        | 2.2%   |
| 1910年 | n.a.   | 84.2%      | 14.4%        | 1.5%   |
| 1948年 | 2,242  | 84.7%      | 14.6%        | 0.7%   |
| 1953年 | 3,543  | 84.1%      | 14.5%        | 1.5%   |
| 1961年 | 5,116  | 82.1%      | 15.3%        | 2.6%   |
| 1971年 | 7,300  | 80.7%      | 15.2%        | 4.1%   |
| 1981年 | 10,933 | 72.8%      | 11.3%        | 15.9%  |
| 1991年 | 12,331 | 85.5%      | 10.3%        | 4.2%   |
| 2001年 | 11,128 | 20.8%      | 76.5%        | 2.7%   |

注: n.a. はデータなし.
クロアチア紛争の前はクニン自治体の人口の87%、町の人口の79%がセルビア人であった。紛争の間、ほとんどの非セルビア人はクニンを去り、紛争の終わりにはセルビア人が町を去り、クロアチア軍が町の支配権を確保した。
2001年の国勢調査では、クニンの町の人口は11,128人、自治体全域で15,190人であり、自治体の人口のうちクロアチア人は76.45%で多数派を占め、セルビア人は20.8%となっている。
難民問題のために、クニンの人口は他のクロアチアの都市よりも流動的である。多くのクロアチア人はクニンへと逃れた一方、多くのセルビア人がクニンから逃れ、難民となっている。平均年齢から言えば、クニンはクロアチアで最も年齢の若い町である。流入したクロアチア人の多くは町に住んでいる一方、この地域にのこっているセルビア人たちは周辺の村々にまばらに住んでいる

## 考古学的調査
クニンの近くにあったとされるローマ都市ブルヌム（Burnum）は、クニンからキスタニェ方面に18キロメートルのところに見つかった。そこにはダルマチア地方で最大の円形劇場がある。劇場は紀元前77年、ウェスパシアヌスの時代に建てられ、8千人の観客を収容することができた。
付近の村ビスクピヤ（Biskupija）およびカピトゥル（Kapitul）には10世紀の遺構がある。聖堂や墓地、装飾、碑文など、多くの中世クロアチアの文化に関連する遺物が見つかっている。

## スポーツ
クニンの主要なサッカー・クラブはNKディナラ（NK Dinara）であり、1913年に創設された。NKディナラのイメージカラーは2005年までは白と黒であったが、その後は赤、白、青に変更された。NKディナラは4部リーグ（地域リーグ、1. Županijska liga Šibensko-kninska）に属している。NKディナラのロゴは赤、白、青などで構成されており、「D」の文字が中央に組み込まれている。
クニンには1998年に創設されたスポーツ協会がある。バスケットボールも盛んである。バスケットボールのクロアチア代表はクニンで試合をしたこともある。彼らは1999年にはイスラエルを相手に試合をし、78:68で勝利を収めた。その他のクニンの主要なスポーツには、ハンドボール、バレーボール、キックボクシング、空手道、テニス、テコンドーなどがある。

## 交通
クニンで最も重要な都市間を繋ぐ幹線道路は国道D1（en）である。この道は主要な沿岸都市であるスプリトからクリンへ簡単にアクセスできるようになっている。クリンから高速道路A1（en）まで続くD1の一部は数年内に高速道路B1（en）とともに高速道路レベルに規格を上げられる予定である。

## 町村

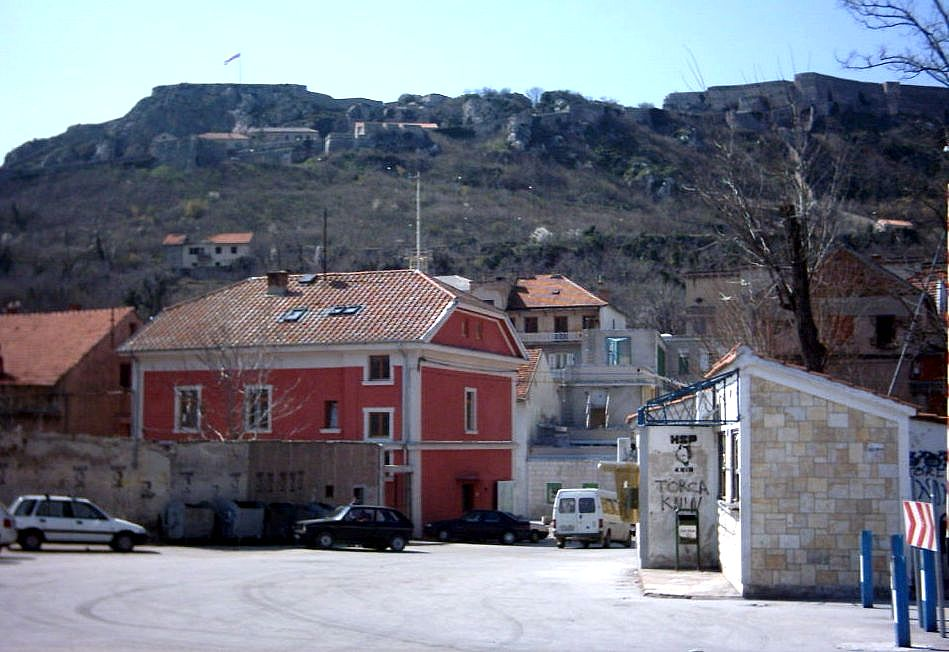
町からみた要塞

クニン基礎自治体には、その中心であるクニンをはじめ、以下の町村（集落）が存在している。
- ゴルビチ（Golubić）
- クニンスコ・ポリェ（Kninsko Polje）
- コヴァチチ（Kovačić）
- リュバチュ（Ljubač）
- オチェストヴォ（Oćestovo）
- プラヴノ（Plavno）

- クニン（Knin）
- ポラチャ（Polača）
- ラドリェヴァツ（Radljevac）
- ストルミツァ（Strmica）
- ヴルポリェ（Vrpolje）
- ジャグロヴィチ（Žagrović）

## 出身者
- クロアチア王ドミタル・ズヴォニミル（Dmitar Zvonimir）
- クロアチア王ペタル・スヴァチッチ（Petar Svačić ）
- ヨシパ・リマツ（Josipa Rimac）- 政治家
- ペロ・チンブル（Pero Čimbur） - 作家
- モムチロ・ジュリッチ（Momčilo Đujić） - 神品、チェトニック指導者
- ヴォイン・イェリッチ（Vojin Jelić） - 作家
- ルヨ・マルン（Lujo Marun） - 考古学者
- ロヴロ・モンティ（Lovro Monti） - 政治家
- イリヤ・ペトコヴィッチ（Ilija Petković） - サッカー指導者
- フルヴォイェ・ポジャル（Hrvoje Požar） - 学者
- ヨヴァン・ラドゥロヴィッチ（Jovan Radulović） - 作家
- ミロシュ・デゲネク - サッカー選手
- ミラン・ボージャン - サッカー選手